# Бесфамильнов, Владимир Владимирович
Влади́мир Влади́мирович Бесфами́льнов (29 августа 1931, Саратов — 14 мая 2017) — советский и украинский баянист, лауреат международных конкурсов, доктор искусствоведения, педагог, профессор (1990) кафедры народных инструментов Национальной музыкальной академии Украины, Народный артист Украинской ССР (1988).

## Биография
Первые шаги в музыке Бесфамильнов сделал под руководством своего отца Владимира Михайловича Бесфамильнова. Затем занимался в Саратовском музыкальном училище в классе П. В. Ткачёва, в 1940 г. стал победителем школьной олимпиады Саратовской области. Позднее Бесфамильнов учился в Киевском музыкальном училище под руководством заслуженного артиста Украины И. И. Журомского. Студенческие годы в Киевской консерватории им. П. И. Чайковского и вся дальнейшая творческая жизнь В. Бесфамильнова связаны с именем народного артиста Украины, профессора Николая Ивановича Ризоля.
Выступления на республиканском (Киев, 1956), всесоюзном (Москва, 1957) и международных конкурсах в Москве (1957 г.), в Брюсселе (1958) и Вене (1959) принесли музыканту звание лауреата.
Владимир Бесфамильнов широко гастролировал по всему миру, выступал на телевидении, осуществил множество аудиозаписей для фондов Украинского радио и для фирмы «Мелодия».
В последние годы Бесфамильнов на свои средства выпустил серию из 12 компакт-дисков «Играет Владимир Бесфамильнов». В программу первых восьми дисков вошли произведения, записанные В. Бесфамильновым в фонд Украинского радио с 1953 по 1990 гг., а также записи из личного архива, — в их числе, в частности, Симфониетта-концерт И. Шамо, где партию органа по просьбе композитора исполнил на баяне В. Бесфамильнов, и Детский альбом М. Чембержи для баяна «Слушаем, рисуем», в котором каждая пьеса сопровождается стихами поэтессы Т. Коломиец в исполнении мастеров художественного слова Т. Малышевской и П. Громовенко. Представляют интерес комментарии композиторов И. Шамо, К. Мяскова, Я. Лапинского и Н. Ризоля к своим концертам для баяна. Диски 9—12 представляют записи из домашнего архива музыканта, в частности: концерт, транслировавшийся из зала Органной и Камерной музыки, в дуэте с органистом, народным артистом Украины В. Кошубой; первую редакцию концерта Н. Ризоля с пианистом Б. Щупаком; «Посвящение Астору Пьяццолле» («In omaggio di Astor Piazzolla») В. Зубицкого, исполненное В. Бесфамильновым в Италии в составе семейного ансамбля Натальи, Владимира и Станислава Зубицких; монозаписи 1950—70-х годов, а также версии записей произведений В. А. Моцарта — Э. Грига, Н. Сильванского, Н. Чайкина и др.
Бесфамильнов многие годы играл на концертном баяне «Аппассионата» (1970 г.), конструктором и изготовителем которого был В. А. Колчин.

## Педагогическая деятельность
Владимир Бесфамильнов — профессор кафедры народных инструментов Национальной музыкальной академии Украины — за период своей педагогической деятельности подготовил ряд исполнителей и педагогов. Среди них — В. Зубицкий (Италия), Фредерик Геруэ (Франция), С. Маркович (Черногория), Д. Модрушан, Н. Янков, Э. Докич (Хорватия), Дан Дермот (Ирландия), С. Нешич (Германия), Й. Джорджевич (Австрия), Г. Тирнанич, С. Перич (Сербия), Д. Кляич (Босния), Я. Димитриевич, С. Стоичич (Греция), А. Мамалыга, В. Хаврун (США), С. Иванович, С. Милошевич (Швейцария), Д. Сидоров (Испания), Е. Фролов (Россия), Л. Трофименко, Н. Шумский, С. Шматок, А. Бесфамильнов, Л. Падий, С. Чумак, Н. Кистенев, А. Хрустевич, А. Голоднюк, Д. Царко, В. Барзион, В. Великодный (Украина) и др. В общей сложности ученики профессора В. В. Бесфамильнова завоевали на международных конкурсах более ста премий и званий лауреатов, в том числе 3 Гран-При и 62 первых места.

## Признание
Владимиру Бесфамильнову первым среди солистов-баянистов присвоены почётные звания Заслуженный артист Украинской ССР (1969 г.) и Народный артист Украинской ССР (1988).
Академия искусств Кампучии присудила ему золотую медаль и звание почетного кавалера. Российская Академия музыки им. Гнесиных наградила артиста «Серебряным диском» за заслуги в баянном искусстве (1995). 18 октября 2002 г. в Копенгагене (Дания) решением Генеральной Ассамблеи делегатов конгресса Интернациональной Конфедерации Аккордеонистов (CIA) Владимиру Бесфамильнову вручен Почетный диплом за признание выдающихся заслуг перед Интернациональной Ассоциацией Аккордеонистов (CIA) члена Интернационального Музыкального Консилиума (IMC) при ЮНЕСКО. 19 апреля 2006 г. Президиум Академии искусств Украины награждает его золотой медалью за выдающиеся творческие достижения. Международный центр Яна Табачника наградил В. В. Бесфамильнова орденом «Живая легенда».
17 ноября 2011 г. в Национальной филармонии Украины (Киев) состоялся торжественный вечер и праздничный концерт в честь 80-летия Бесфамильнова.

## Награды
- 1988 — Народный артист Украинской ССР
- 2012 — Орден «За заслуги» ІІІ степени[1]

## Исполненные произведения
- И.-С.Бах Токката и фуга ре-минор (соч. 565)
- В.Косенко Пассакалья

Впервые исполнены сочинения:
- Концерт для баяна с оркестром Н. Ризоля,
- Токката и Юмореска Н. Чайкина (Колонный зал Киевской филармонии, 26 апреля 1958 г.),
- Концерт № 1 для баяна К. Мяскова (Киев, 31 августа 1960 г., оркестр Киевской филармонии, дир. И.Блажков),
- Вальс «Весенние голоса» И. Штрауса в транскрипции И. Яшкевича (Харьков, зал Академии им. Л. А. Говорова, 25 января 1963 г.),
- Соната для готово-выборного баяна Н. Шульмана (Ленинград, Концертный зал академической капеллы им. М. И. Глинки, 24 ноября 1965 г.).
- Экспромт В. Власова (Концертный зал Одесской филармонии, 15 декабря 1966 г.),
- Чардаш В. Монти в транскрипции И. Яшкевича (Большой зал Киевской консерватории, октябрь 1969 г.),
- Концерт № 2 для баяна К.Мяскова, Концерт № 2 для баяна Я. Лапинского (Колонный зал Киевской филармонии, 9 апреля 1971 г., симф. оркестр, дир. А. Власенко),
- Сюита «Дружба народов» К. Мяскова, «Итальянская полька» С. Рахманинова в транскрипции И. Яшкевича (Киев, Колонный зал Киевской филармонии, 23 апреля 1972 г.),
- Концерт № 1 для баяна Я. Лапинского (Киев, Украинское радио, 5 сентября 1972 ., симф. оркестр, дир. В.Гнедаш),
- Концерт для баяна с симф. оркестром Н. Сильванского (Колонный зал Киевской филармонии, 6 декабря 1975 г.),
- Концерт для баяна и струнных И. Шамо (Колонный зал Киевской филармонии, 28 ноября 1981 г., с Камерным оркестром, дир. С.Литвиненко).

### Внешние ссылки
- В. В. Бесфамильнов на ru.wikiaccordion.com